# 竹内元紀
竹内 元紀（たけうち もとき、本名同じ、2月23日 - ）は、日本の漫画家。愛知県岡崎市出身。血液型はO型。主にギャグ漫画を執筆しており、その作風は下ネタを絡めたギャグの連発が特徴。
公務員を目指すも失敗し、漫画家の道に進んだ、とは本人の弁。京都府の大学の法学部出身で、作品中の法廷場面などにその経歴が垣間見える。

## 概要
- 作品は比較的頭身の低い可愛らしいキャラクターが殆どながら激しい下ネタギャグが大半で、頻繁にボケ、ツッコミを繰り返しながらストーリーが展開していく。今までの作品は主人公が全て女性となっている。（公式パロディ作品である「未来日記モザイク消し」は例外）
- ボケとツッコミでは、どちらも女性キャラがやることが多い。しかし、状況に応じてボケキャラがツッコミを入れたり、逆にツッコミキャラがボケるときもあるが、殆どが下ネタである。『神はサイコロを振らない』では、これとは違う作風となった。
- ボケのタイミングなどは一般的な構成となっており、ページをめくった先などで描かれている事が多いが、その内容は読者の想像を遥かに超えるもので、違う思考で繰り広げられていることが多い。そのため先々のボケの展開がまったく読めない。
- 脇役のキャラは常に個性派揃いで、それに応じた名前を持っていることもしばしば。中には、パロディチックなキャラも存在する。

## 作品リスト

### 連載終了
- Dr.リアンが診てあげるシリーズ（月刊少年エース 2001年3月号 - 2004年5月号、全5巻）
  - 竹内元紀のエースで4番（月刊ニュータイプ 2003年4月号 - 2004年3月号） - 『月刊ニュータイプ』に出張の1ページ漫画。

このほか、『エース桃組』や『ザテレビジョン』（4コマ形式）などの角川書店系雑誌にも出張掲載されている。
- 仕切るの?春日部さん（月刊少年エース 2004年9月号 - 2006年12月号、全3巻）
- チカちゃんは知りたがる（まんがライフMOMO 2007年1月号・12月号・2008年2月号・6月号・10月号 - 2014年8月号、全3巻）

2008年6月号まではゲスト掲載、2008年10月号から2011年6月号までは隔月連載（偶数月）、6月号以降は毎月連載。
- シスター・ルカは祈らないで!!（月刊少年エース 2007年4月号 - 2008年11月号、全2巻）
- 神はサイコロを振らない（月刊少年エース 2009年5月号 - 2010年5月号、全2巻）
- 未来日記モザイク消し（原作：えすのサカエ、4コマnanoエース Vol.1（2011年3月） - Vol.7（2011年11月）・月刊少年エース 2011年12月号、全1巻）
- いめるいめな（月刊キスカ 2014年2月号 - 2016年1月号、全2巻）

### アンソロジー等
- 新世紀エヴァンゲリオンエヴァ&エヴァ2アンソロジー
- らき☆すた コミックアラカルト〜はっぴーストライク!〜
- 涼宮ハルヒの競演
- Fate/stay night 漫画版3巻限定版小冊子
- おかわりっ!! めがみさまっ!! ああっ女神さまっ公式アンソロジー
- COMIC MARKET 86 EDITION! あいまいみーオフィシャルアンソロジーコミック

## 師匠
- 竹下けんじろう[4]